# Olly Murs

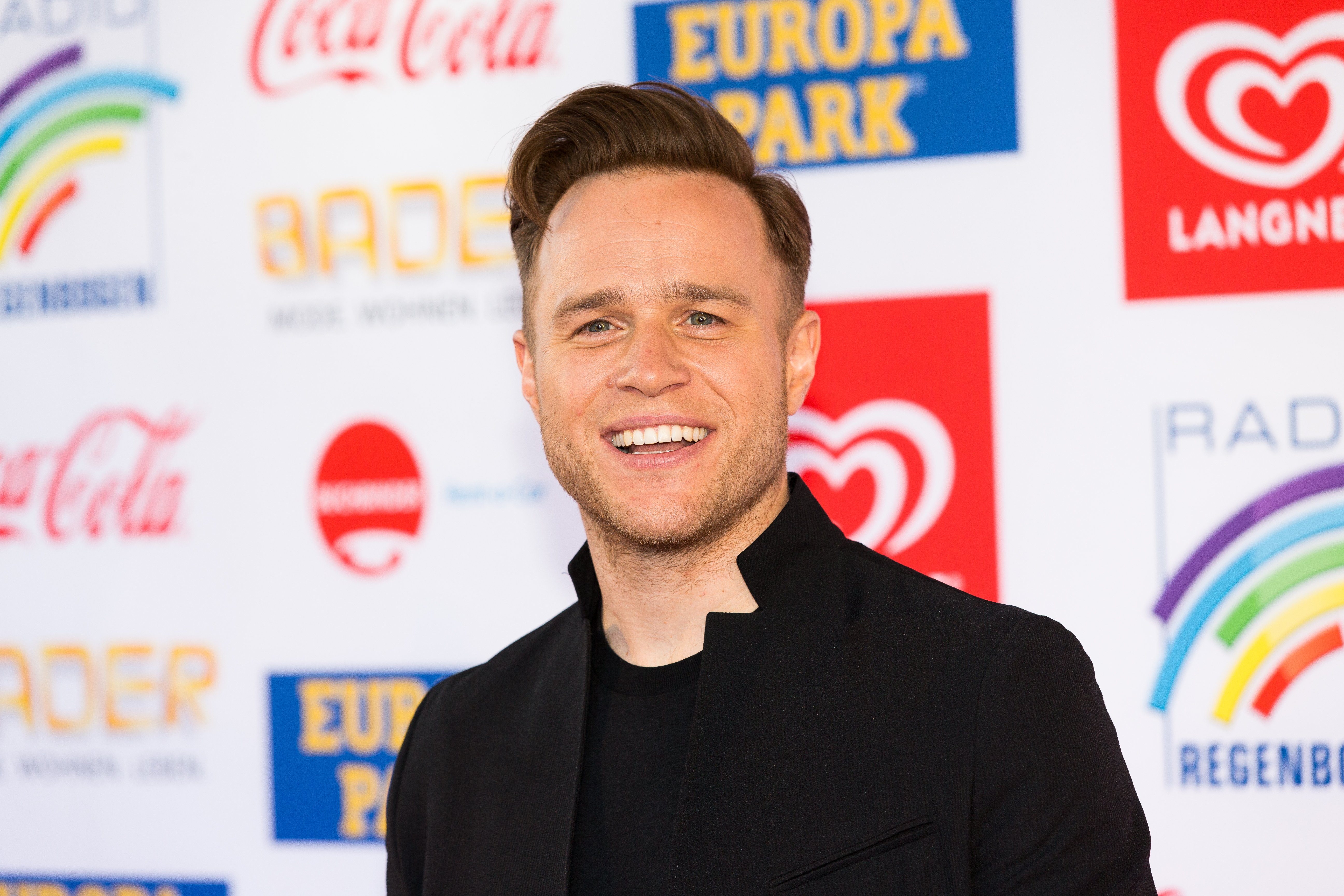
Olly Murs beim Radio Regenbogen Award 2017 im Europapark in Rust

Oliver Stanley „Olly“ Murs (* 14. Mai 1984 in Witham, Essex, England) ist ein britischer Pop-Sänger. In seinem Heimatland wurde er 2009 durch die sechste Staffel der Castingshow The X Factor bekannt, bei der er hinter Joe McElderry den zweiten Platz belegte.

## Leben
Neben seinem Zwillingsbruder Ben und seiner zwei Jahre älteren Schwester Fay ist Murs eines von drei Kindern von Vicky-Lynn und Peter Murs. Er wuchs in Witham auf und besuchte die Notley High School, wo er Stürmer in der Fußballmannschaft der Schule war. Später spielte er für Witham Town halbprofessionell. Nach dem Schulabschluss arbeitete Murs in einem Callcenter.
Im Juni 2022 gab Murs seine Verlobung mit Bikini-Model und Bodybuilderin Amelia Tank bekannt. Die Hochzeit folgte im Juli 2023. Ende 2023 verkündeten sie auf Instagram, im kommenden Jahr zum ersten Mal Eltern zu werden. Ihre gemeinsame Tochter kam im April 2024 zur Welt. Im April 2025 verkündeten sie, ein weiteres Kind zu erwarten.

## Musik

### The X FactorundOlly Murs(2009–2010)
2009 bewarb Murs sich für die sechste Staffel der Castingshow The X Factor, die von August bis Dezember 2009 im Abendprogramm des britischen Fernsehsenders ITV ausgestrahlt wurde. Er erreichte das Finale des Wettbewerbs, unterlag dort jedoch dem 18-jährigen Joe McElderry.
In der Folge ging er mit der Show The X Factor Live auf Tournee. Im Februar 2010 wurde er von den Plattenfirmen Epic Records und Syco Music unter Vertrag genommen. Seine Debütsingle Please Don’t Let Me Go erschien Ende August 2010, danach die Single Thinking of Me im November und das Debütalbum Olly Murs folgte kurz darauf ebenfalls im November. Im März folgte dann die Single Heart on My Sleeve und im Mai die Single Busy.

### In Case You Didn’t Know(2011)
Im deutschsprachigen Raum wurde Olly Murs erst mit seinem zweiten Album In Case You Didn’t Know, welches im November 2011 erschien, und insbesondere seiner Single Heart Skips a Beat vermarktet, die am 6. April 2012 auf Platz 1 der deutschen Singlecharts stieg. Heart Skips a Beat erschien im August 2011 und die zweite Single Dance with Me Tonight folgte im November.

### Right Place Right Time(2012)
Am 26. November 2012 wurde sein drittes Studioalbum Right Place Right Time in Großbritannien veröffentlicht. Bereits am 18. November erschien vorab der Titel Troublemaker (feat. Flo Rida) als Download-Single. In den Vereinigten Staaten erschien Troublemaker am 8. Januar 2013. Am 25. Januar 2013 erschien Troublemaker in Deutschland auch auf CD und erreichte dabei Platz zwei der Singlecharts. In Großbritannien gelang sogar der Sprung auf Platz 1.
Das Album erschien in den USA als Murs’ erstes Album am 16. April 2013. Es konnte sich auf Platz 19 der US-Album-Charts platzieren.
Die zweite Singleauskopplung des Albums war Army of Two, welche am 10. März 2013 erschien. Diese konnte Platz 12 der UK-Charts erreichen. In Deutschland platzierte sie sich lediglich für eine Woche auf Platz 96. Die dritte Single Dear Darlin’ konnte sich wieder wesentlich besser platzieren. Sie erschien am 26. Mai 2013 in Großbritannien und erreichte Platz 5. In Deutschland wurde sie am 16. August veröffentlicht und stieg bis Platz 2. In Österreich erreichte Olly Murs mit der Single erstmals dort die Nummer 1 der Charts.
Die vierte Singleauskopplung Right Place Right Time erschien am 25. August 2013 in Großbritannien. Außerdem wurde Dance with Me Tonight in einer neuen Version als Single in den USA veröffentlicht.
Im November 2013 erschien eine neue Version des Albums Right Place Right Time. Dazu erschien die nächste Singleauskopplung Hand on Heart am 24. November.

### Never Been Better(2014)
Im November 2014 erschien das vierte Studioalbum Never Been Better. Davor wurde erste Singleauskopplung Wrapped Up (feat. Travie McCoy) veröffentlicht, welche in Großbritannien Platz 3 der UK-Singlecharts erreichte. An seiner Single Up arbeitete Murs zusammen mit Demi Lovato. Die Single schaffte es in Großbritannien auf Platz 4.

### 24 Hrs(2016)
Im Juli 2016 erschien seine erste Single You Don’t Know Love aus seinem fünften Album 24 Hrs, welches am 11. November 2016 erschien. Die zweite Single Grow Up, die ebenfalls vor dem Release des Albums erschien, wurde im Oktober 2016 veröffentlicht. Im Dezember 2016 erschien die Single Years & Years. Im Juni 2017 wurde die Single Unpredictable veröffentlicht. Anders als bei der ursprünglichen Version des Songs auf dem Album, arbeitete Murs bei der neuen Version mit Louisa Johnson, der Gewinnerin der 12. Staffel von The X Factor, zusammen.

### You Know I Know(2018)
Am 9. November 2018 erschien sein sechstes Album You Know I Know, bei welchem es sich um ein Doppelalbum handelt. Inhalt dieses Albums sind neue Songs als auch bekannte Songs der anderen bisher erschienenen Alben.
Die erste Singleauskopplung Moves (feat. Snoop Dogg) wurde am 28. September 2018 veröffentlicht. Der Song wurde unter anderem von Ed Sheeran geschrieben. Im Musikvideo, welches in einem Club spielt, spielt Rowan Atkinson den Barkeeper. Außerdem ist Moves Teil des Soundtracks des Films Johnny English – Man lebt nur dreimal.
Im Dezember 2018 erschien die Single Excuses.

### Marry Me(2022)
2022 trennte Murs sich von dem Musiklabel RCA Records und unterschrieb einen Vertrag mit EMI Records.
Am 2. Dezember 2022 veröffentlichte Murs sein siebtes Studioalbum Marry Me. Im Voraus erschienen die Singles Die of a Broken Heart am 7. Oktober und I Hate You When You're Drunk am 25. November. Im Februar 2023 wurde I Found Her nachträglich als Singleauskopplung veröffentlicht.
Am 7. Mai 2023 trat Murs beim Coronation Concert zur Krönung von King Charles III. im Windsor Castle auf.

## Diskografie
Studioalben

| Jahr | Titel                   | Höchstplatzierung, Gesamtwochen, AuszeichnungChartplatzierungen (Jahr, Titel, Platzierungen, Wochen, Auszeichnungen, Anmerkungen) | Höchstplatzierung, Gesamtwochen, AuszeichnungChartplatzierungen (Jahr, Titel, Platzierungen, Wochen, Auszeichnungen, Anmerkungen) | Höchstplatzierung, Gesamtwochen, AuszeichnungChartplatzierungen (Jahr, Titel, Platzierungen, Wochen, Auszeichnungen, Anmerkungen) | Höchstplatzierung, Gesamtwochen, AuszeichnungChartplatzierungen (Jahr, Titel, Platzierungen, Wochen, Auszeichnungen, Anmerkungen) | Höchstplatzierung, Gesamtwochen, AuszeichnungChartplatzierungen (Jahr, Titel, Platzierungen, Wochen, Auszeichnungen, Anmerkungen) | Anmerkungen                                                   |
| Jahr | Titel                   | DE | AT | CH | UK | US | Anmerkungen                                                   |
| ---- | ----------------------- | --- | --- | --- | --- | --- | ------------------------------------------------------------- |
| 2010 | Olly Murs               | — | — | — | UK2 ×2Doppelplatin · (76 Wo.)UK                                                                                                   | — | Erstveröffentlichung: 26. November 2010 Verkäufe: + 830.000   |
| 2011 | In Case You Didn’t Know | DE18 (6 Wo.)DE | AT68 (1 Wo.)AT | CH19 (13 Wo.)CH | UK1 ×3Dreifachplatin · (80 Wo.)UK                                                                                                 | — | Erstveröffentlichung: 25. November 2011 Verkäufe: + 1.136.000 |
| 2012 | Right Place Right Time  | DE22 Gold · (27 Wo.)DE | AT5 Gold · (24 Wo.)AT | CH6 Gold · (19 Wo.)CH | UK1 ×5Fünffachplatin · (82 Wo.)UK                                                                                                 | US19 (5 Wo.)US | Erstveröffentlichung: 26. November 2012 Verkäufe: + 1.750.000 |
| 2014 | Never Been Better       | DE38 (5 Wo.)DE | AT40 (1 Wo.)AT | CH20 (9 Wo.)CH | UK1 ×3Dreifachplatin · (51 Wo.)UK                                                                                                 | US42 (1 Wo.)US | Erstveröffentlichung: 21. November 2014 Verkäufe: + 1.190.000 |
| 2016 | 24 Hrs                  | DE41 (1 Wo.)DE | AT72 (1 Wo.)AT | CH32 (5 Wo.)CH | UK1 Platin · (22 Wo.)UK | — | Erstveröffentlichung: 11. November 2016 Verkäufe: + 500.000   |
| 2018 | You Know I Know         | DE75 (1 Wo.)DE | — | CH56 (1 Wo.)CH | UK2 Platin · (34 Wo.)UK | — | Erstveröffentlichung: 9. November 2018 Verkäufe: + 305.000    |
| 2022 | Marry Me                | — | — | — | UK1 (4 Wo.)UK | — | Erstveröffentlichung: 2. Dezember 2022                        |

## Tourneen
Alle Tourneen im Überblick:
- In Case You Didn’t Know Tour (2012)
- Right Place Right Time Tour (2013)
- Never Been Better Tour (2015)
- 24 Hrs Tour (2017)
- You Know I Know Tour (2019)
- Summer Tour (2021)
- Marry Me Tour (2023)

Im Oktober 2013 ging er zum ersten Mal auf Solo-Tour in Deutschland. Im Mai 2015 kam er auf seiner Never Been Better Tour unter anderem auch für drei Konzerte nach Deutschland.
Außerdem tourte Murs bereits im Vorprogramm von One Direction durch Amerika und begleitete Robbie Williams 2013 auf dessen Europa-Tournee. Im Oktober 2023 wurde angekündigt, dass Murs 2024 Take That auf ihrer This Life on Tour begleiten würde.

## Fernsehkarriere
2015 moderierte Olly Murs zusammen mit Caroline Flack die britische Sendung The X Factor. Seit 2018 tritt Olly Murs als einer der vier Coaches in der Sendung The Voice UK auf. 2019 gewann er mit Molly Hocking die achte Staffel und 2020 mit Blessing Chitapa die neunte Staffel der britischen Sendung.
Im Jahr 2015 nahm Murs bei dem deutschen Songwriting-Wettbewerb Dein Song als Musikpate teil und arbeitete mit Jamie Odonkor an dessen selbstgeschriebenen Song Let me drop it like this.
Im Januar 2024 war Murs in einer Episode der fünften Staffel der britischen Version von The Masked Singer Gastmitglied im Rateteam.

## Radiokarriere
Seit 2025 moderiert Murs jeden Samstagvormittag beim Radiosender Heart in Großbritannien.

## Auszeichnungen
| Jahr | Award                           | Kategorie                                                            | Resultat  |
| ---- | ------------------------------- | -------------------------------------------------------------------- | --------- |
| 2011 | BBC Radio 1 Teen Awards         | Best British Album – Olly Murs                                       | Nominiert |
| 2011 | BRIT Awards                     | British Single of the Year – Please Don't Let Me Go                  | Nominiert |
| 2012 | BRIT Awards                     | British Single of the Year – Heart Skips a Beat (feat. Rizzle Kicks) | Nominiert |
| 2013 | BRIT Awards                     | British Male Solo Artist                                             | Nominiert |
| 2013 | BRIT Awards                     | British Single of the Year – Troublemaker (feat. Flo Rida)           | Nominiert |
| 2013 | BBC Radio 1 Teen Awards         | Best British Solo Artist                                             | Nominiert |
| 2013 | MTV Europe Music Awards         | Best UK & Ireland Act                                                | Nominiert |
| 2013 | UK Music Video Awards           | Best Music Ad – TV or Online – Right Place Right Time                | Nominiert |
| 2013 | Ivor Novello Award              | Most Performed Work – Dance with Me Tonight                          | Nominiert |
| 2014 | Ivor Novello Award              | Most Performed Work – Troublemaker                                   | Nominiert |
| 2014 | BRIT Awards                     | British Single of the Year – Dear Darlin                             | Nominiert |
| 2015 | Goldene Kamera                  | Beste Musik international                                            | Gewonnen  |
| 2016 | BRIT Awards                     | British Single of the Year – Up (feat. Demi Lovato)                  | Nominiert |
| 2017 | Nickelodeon Kids' Choice Awards | UK Male Solo Megastar                                                | Gewonnen  |

## Bücher
- Happy Days: Official illustrated autobiography[19]
- On The Road: The real stories on tour[20]